# Kloster Sankt Stephanos

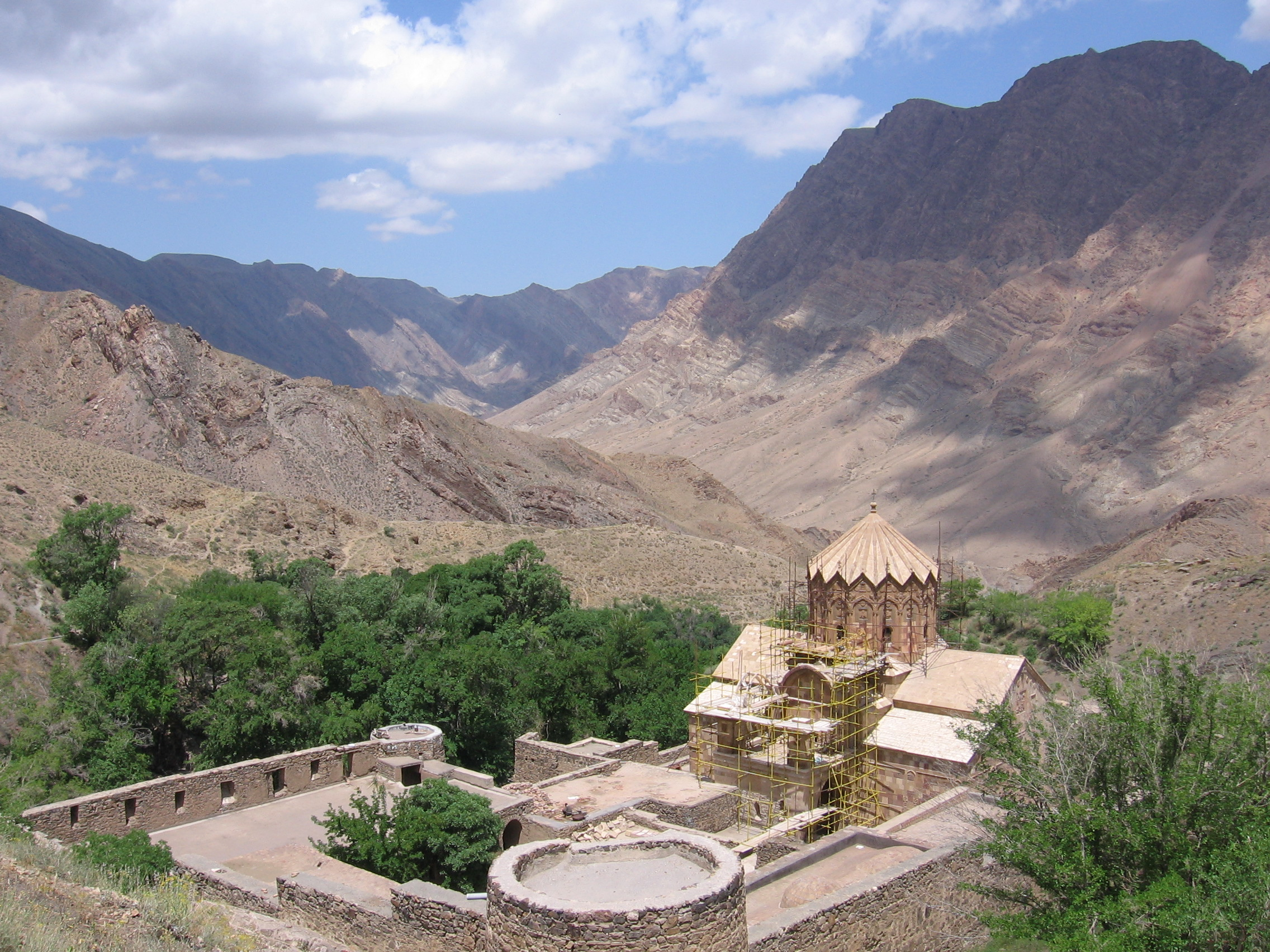
Das Kloster von Nordwesten

Das Kloster Sankt Stephanos (armenisch Սուրբ Ստեփանոս վանք) ist ein armenisch-apostolisches Kloster und liegt in der iranischen Provinz Ost-Aserbaidschan, etwa 15 km nordwestlich der Stadt Dscholfa.

## Geschichte
Das Kloster wurde im 9. Jahrhundert in einer tiefen Schlucht in der Nähe des Flusses Aras erbaut, der heute die Grenze zu Aserbaidschan darstellt. Während der Safawiden-Dynastie wurde es von Erdbeben mehrmals zerstört und wieder aufgebaut.
Das Kloster ist seit 2008, zusammen mit dem Kloster Sankt Thaddäus und der Kapelle von Dsordsor, Bestandteil der UNESCO-Welterbestätte Armenische Klosteranlagen in Iran.

## Bau und Anlage
Der Bau aus rotem und weißem Stein ist stark befestigt und besitzt eine spitze Faltkuppel. Das Portal ist mit stalaktitenartigen Verzierungen geschmückt und weist islamisch beeinflusste Kachelornamente aus dem 16. Jahrhundert auf (Matheson, 1980, S. 81).